# Market Square Massacre
Market Square Massacre – album DVD fińskiego zespołu hardrockowego Lordi wydany w 2006 roku. Na płycie znalazł się zapis koncertu Lordi w Helsinkach, materiały związane z Konkursem Piosenki Eurowizji 2006, który zespół zwyciężył, część teledysków grupy oraz krótkometrażowy film The Kin.

## Zawartość
1. Na żywo w Helsinkach:
  1. "Bringing Back the Balls to Rock"
  2. "Devil Is a Loser"
  3. "Blood Red Sandman"
  4. "It Snows in Hell"
  5. "Would You Love a Monsterman?"
  6. "Hard Rock Hallelujah"
2. Konkurs Piosenki Eurowizji 2006:
  1. Fińskie preselekcje - półfinał
    1. "Hard Rock Hallelujah"
    2. "Bringing Back the Balls to Rock"

  2. Fińskie preselekcje - finał
    1. "Hard Rock Hallelujah"

  3. "Hello Athens"
3. Teledyski:
  1. "Would You Love a Monsterman? (2006)"
  2. "Who's Your Daddy?"
  3. "Hard Rock Hallelujah"
  4. "Blood Red Sandman"
  5. "Devil Is a Loser"
4. The Kin:
  1. "The Kin"
  2. "The Kin" - making of
  3. Storyboard
  4. Galeria